# Молочне (Сімферопольський район)
Моло́чне (крим. Moloçne) — село в Україні, у Сімферопольському районі Автономної Республіки Крим, орган місцевого самоврядування — Перовська сільська рада. Населення становить 208 осіб (станом на 2001 рік). Село розташоване на південному заході Сімферопольського району.

## Географія
Село Молочне лежить на південний захід від районного центру, фізична відстань до Києва — 642,7 км.
Над селом знаходиться лісиста гора Ботке.
| Клімат Молочного        | Клімат Молочного | Клімат Молочного | Клімат Молочного | Клімат Молочного | Клімат Молочного | Клімат Молочного | Клімат Молочного | Клімат Молочного | Клімат Молочного | Клімат Молочного | Клімат Молочного | Клімат Молочного | Клімат Молочного |
| Показник                | Січ.             | Лют.             | Бер.             | Квіт.            | Трав.            | Черв.            | Лип.             | Серп.            | Вер.             | Жовт.            | Лист.            | Груд.            | Рік              |
| Середній максимум, °C   | 3,4              | 4,4              | 7,8              | 15,1             | 20,4             | 24,5             | 27,2             | 26,8             | 22,0             | 16,1             | 10,4             | 6,0              | 15,3             |
| Середня температура, °C | −0,1             | 0,7              | 3,6              | 9,9              | 15,1             | 19,1             | 21,5             | 21,0             | 16,5             | 11,2             | 6,5              | 2,7              | 10,6             |
| Середній мінімум, °C    | −3,6             | −2,9             | −0,6             | 4,8              | 9,8              | 13,7             | 15,9             | 15,2             | 11,0             | 6,3              | 2,7              | −0,5             | 6,0              |
| Норма опадів, мм        | 49               | 37               | 38               | 35               | 41               | 55               | 46               | 42               | 38               | 35               | 47               | 59               | 522              |
| ----------------------- | ---------------- | ---------------- | ---------------- | ---------------- | ---------------- | ---------------- | ---------------- | ---------------- | ---------------- | ---------------- | ---------------- | ---------------- | ---------------- |
| Джерело:                |                  |                  |                  |                  |                  |                  |                  |                  |                  |                  |                  |                  |                  |

## Історія
Рішенням Кримоблвиконкому від 8 вересня 1958 року № 133 безіменному населеному пункту при центральному відділенні радгоспу «Південний» Перовської сільради присвоєно статус селища і назва Молочне. Указом Президії Верховної Ради УРСР «Про укрупнення сільських районів Кримської області», від 30 грудня 1962 року Сімферопольський район був скасований і селище приєднали до Бахчисарайського. 1 січня 1965 року, указом Президії ВР УРСР «Про внесення змін до адміністративного районування УРСР — по Кримській області», знову включили до складу Сімферопольського. Статус села присвоєний рішенням Верховної Ради Автономної Республіки Крим від 19 листопада 2007 року.

## Населення
Станом на 1989 рік у селищі проживали 150 осіб, серед них — 69 чоловіків і 81 жінка.
За даними перепису населення 2001 року у селищі проживали 208 осіб. Рідною мовою назвали:
| Мова              | Кількість осіб | Відсоток |
| ----------------- | -------------- | -------- |
| російська         | 152            | 73,08%   |
| українська        | 30             | 14,42%   |
| кримськотатарська | 17             | 8,17%    |
| болгарська        | 1              | 0,48%    |
| вірменська        | 1              | 0,48%    |
| інші              | 7              | 3,37%    |

## Політика
Голова сільської ради — Корнєєв Олег Анатолійович, 1959 року народження, вперше обраний у 2006 році. Інтереси громади представляють 34 депутати сільської ради:
| Партія                      | Кількість депутатів | Відсоток |
| --------------------------- | ------------------- | -------- |
| самовисування               | 15                  | 44,12%   |
| Партія регіонів             | 15                  | 44,12%   |
| Комуністична партія України | 4                   | 11,76%   |